# Reggenza di Purbalingga
La reggenza di Purbalingga (in indonesiano: Kabupaten Purbalingga) è una reggenza dell'Indonesia, situata nella provincia di Giava Centrale.